# Morska energetyka wiatrowa
Morska energetyka wiatrowa – sektor energetyki odnawialnej wykorzystujący energię wiatru na morzu. W porównaniu do sektora energetyki wiatrowej na lądzie, morskie farmy wiatrowe charakteryzują się wyższą efektywnością pracy turbin, związaną z większą stabilnością i siłą wiatru wiejącego na obszarach morskich oraz brakiem ograniczeń technologicznych – turbiny instalowane na morzu mogą być zdecydowanie większe i bardziej efektywne.

## Dane podstawowe
Morska energetyka wiatrowa jest jednym z najszybciej rozwijających się rynków energetycznych na świecie. Tylko w pierwszej połowie 2013 roku zainstalowano w Europie 277 elektrowni wiatrowych na morzu o łącznej mocy prawie 1000 MW. Do 2020 roku planuje się budowę nawet 40 GW nowych mocy. Wartość rynku wycenia się na poziomie 60 mld euro do roku 2020. Eksperci szacują, że dzięki rozwojowi sektora morskich farm wiatrowych może powstać ok. 150 000 nowych miejsc pracy. Wartości te mogą zostać podwojone do roku 2030. Obecny poziom zatrudnienia w sektorze morskiej energetyki wiatrowej wynosi ok. 41 000 miejsc pracy.

## Morska energetyka wiatrowa na świecie
W historii energetyki wiatrowej momentem przełomowym jest rok 1991, kiedy Dania uruchomiła pierwszą morską farmę wiatrową. Budowa farmy Vindeby pozwoliła na zidentyfikowanie problemów związanych z rozwojem projektów w technologii offshore – konstrukcyjnych i technologicznych, których rozwiązanie pozwoliło na dalszy rozwój tego sektora.
Projekty offshore bazują na wiedzy i doświadczeniu energetyki wiatrowej na lądzie, ale również na technologii projektów energetycznych realizowanych przez morski sektor wydobywczy. Najważniejszym wyzwaniem stojącym przed morską energetyką wiatrową jest doprowadzenie do sytuacji, w której zużycie technologii zostanie zminimalizowane, a możliwości dostępu do instalacji zostaną zmaksymalizowane. Oprócz czysto technologicznych barier przemysł boryka się również z innymi, bardzo poważnymi problemami. Oprócz zagrożeń środowiskowych, trudności prawno-administracyjnych, związanych ze wskazaniem możliwych lokalizacji do budowy morskich farm wiatrowych, nierozwiązaną kwestią pozostaje również możliwość przyłączenia do sieci nowo powstałych projektów w technologii offshore.
Wśród światowych potęg w rozwoju morskiej energetyki wiatrowej eksperci za przykład podają głównie Wielką Brytanię i Danię. Wielka Brytania prowadzi w rozwoju morskiej energetyki wiatrowej, z możliwością generowania mocy na poziomie około 2,5 GW. Rząd brytyjski podejmuje ponadto dodatkowe kroki mające na celu usprawnienie systemu wsparcia dla morskich farm wiatrowych, co ma przyczynić się do dalszej ekspansji sektora – już w 2020 roku 17% energii produkowanej w Wielkiej Brytanii ma pochodzić z morskiej energetyki wiatrowej. Łączny udział wspomnianych państw w sektorze wynosi 71%. Europejskie Stowarzyszenie Energetyki Wiatrowej (EWEA) wyznaczyło cel 40 GW mocy w morskiej energetyce wiatrowej w Unii Europejskiej do 2020 r., zakładając roczny rozwój rynku na poziomie 28%. Do 2030 r. ilość energii generowanej przez morskie farmy wiatrowej może wynieść nawet 150 GW.